# Tuszów Narodowy
Tuszów Narodowy è un comune rurale polacco del distretto di Mielec, nel voivodato della Precarpazia.
Ricopre una superficie di 89,51 km² e nel 2004 contava 7 421 abitanti.